# La Digne-d’Aval
La Digne-d’Aval (okzitanisch: Ladinha d’Aval) ist eine französische Gemeinde mit 526 Einwohnern (Stand: 1. Januar 2022) im Département Aude. Sie gehört zum Arrondissement Limoux und zum Kanton La Région Limouxine. Die Einwohner werden Dignavallois genannt.

## Geographie
La Digne-d’Aval liegt etwa 26 Kilometer südsüdöstlich des Stadtzentrums von Carcassonne am Flüsschen Cougaing, das zur Aude entwässert. La Digne-d’Aval wird umgeben von den Nachbargemeinden Malras im Norden, Limoux im Osten, Magrie im Südosten und Süden, Tourreilles im Süden und Südwesten sowie La Digne-d’Amont im Westen.

## Bevölkerungsentwicklung
| Jahr                       | 1962 | 1968 | 1975 | 1982 | 1990 | 1999 | 2006 | 2019 |
| Einwohner                  | 164  | 164  | 193  | 307  | 422  | 493  | 559  | 530  |
| Quellen: Cassini und INSEE |      |      |      |      |      |      |      |      |

## Sehenswürdigkeiten
- Kirche Saint-Jacques